# Administrativna podjela Somalije
Somalija je administrativno podijeljena na 18 regija (gobolka). Regije se dalje dijele na niže administrativne jedinice okruge, njih 84.

## Regije
| Regija                   | Stanovništvo, (procjena 2014.) | Lokacija     | Okruzi |
| ------------------------ | ------------------------------ | ------------ | --- |
| Banaadir                 | 1.650.227                      | Središte     | Abdiaziz, Bondhere, Daynile, Dharkenley, Jajab, Weyne, Hodan, Wadag, Huriwa, Karan, Shibis, Shangani, Waberi, Wadajir, Wardhigley, Yaqshid |
| Galguduud                | 569.434                        | Središte     | Abudwaq, Adado, Mareb, Buur, Galhareeri, Dher                                                                                              |
| Hiiraan                  | 520.685                        | Središte     | Beledweyne, Buloburde, Moqokori, Halgan, Aqable, Jalalaqsi, Mataban, Mahas                                                                 |
| Shabeellaha Dhexe Region | 516.036                        | Središte     | Adale, Yabal, Balad, Jowhar, Mahaday, Runirgod, Warsheikh                                                                                  |
| Donja Shabeellahan       | 1.202.219                      | Središte     | Afgooye, Barawa, Kurtunwarey, Merca, Qoriyoley, Sablale, Wanlaweyn                                                                         |
| Bari                     | 719.512                        | Sjeveroistok | Waiye, Bayla, Bosaso, Alula, Iskushuban, Qandala, Ufayn, Qardho, Rako                                                                      |
| Mudug                    | 717.863                        | Sjeveroistok | Galkayo, Galdogob, Harardhere, Hobyo, Jariban                                                                                              |
| Nugaal                   | 392.698                        | Sjeveroistok | Garowe, Eyl, Burtinle, Dangorayo |
| Bakool                   | 367.226                        | Jug          | Barde, Hudur, Tiyeglow, Wajid, Buurdhuxunle, Rabdhure                                                                                      |
| Bay                      | 792.182                        | Jug          | Baidoa, Burhakaba, Dinsoor, Qasahdhere, Bardaale                                                                                           |
| Gedo                     | 508.405                        | Jug          | Bardhere, Hawo, Wak, Dolow, Garbaharey, Luuq, Burdhubo                                                                                     |
| Srednja Jubbada          | 362.921                        | Jug          | Bu'ale, Jilib, Sakow |
| Donja Jubbada            | 489.307                        | Jug          | Afmadow, Badhadhe, Jamame, Kismayo |
| Awdal                    | 673.263                        | Sjever       | Baki, Borama, Lughaya, Zeila |
| Sanaag                   | 544.123                        | Sjever       | Khorey, Afweyn, Erigavo |
| Sool                     | 327.428                        | Sjever       | Aynabo, Anod, Taleh, Hudun |
| Togdheer                 | 721.363                        | Sjever       | Burao, Buhoodle, Oodweyne, Sheikh |
| Woqooyi Galbeed          | 1.242.003                      | Sjever       | Berbera, Gabiley, Hargeisa, Madheera |

Površinom najveće regije su Bari i Mudug s oko 71.000 km2, dok je najmanja regija Banaadir s 1.657 km2 u kojoj se nalazi i glavni grad Mogadishu. Banaadir je ujedno i najmnogoljudnija somalijska regija. Regije Shabeellaha Hoose i Woqooyi Galbeed imaju oko 1,2 milijuna stanovnika.